# Bror Rexed
Bror Anders Rexed, född 19 juni 1914 i Räxed i Gunnarskogs socken i Värmland, död 21 augusti 2002 i Helsingfors, var en svensk läkare och ämbetsman.

## Biografi
Rexed var son till köpmannen Daniel (Magnusson) Rexed och Agda Andersson från Räxed i Gunnarskog. Han gifte sig 1941 med läkaren Ursula Schalling, dotter till kammarråd Erik Schalling och advokat Gerd Lavén. Han var far till Magnus, Knut, Inga, Anders och Gerd.
Studentexamen avlade Rexed i Karlstad 1935 och blev medicine kandidat i Stockholm 1938, medicine licentiat 1943, medicine doktor på avhandlingen Post-natal development of peripheral nervous system 1945, docent i histologi samma år, var extra laborator 1945–1947, blev prosektor vid Karolinska institutet 1947 och var professor i anatomi vid Uppsala universitet 1953–1967.

Rexed lamina

Rexeds forskning inom neuroanatomi omkring 1950 hade mycket hög kvalité. Han beskrev bland annat ett system av längsgående strukturer grå substans i ryggmärgen, som fått sitt namn Rexed laminae efter honom.
År 1967 blev Rexed generaldirektör för Medicinalstyrelsen, som året därpå slogs samman med Socialstyrelsen där han då blev generaldirektör för den nya myndigheten. 
Som en del av sin läkargärning hade Rexed betydande sido- och förtroendeuppdrag. Han var styrelseledamot i medicinalstyrelsens nämnd för utländska läkare från 1959 och sakkunnig i ecklesiastikdepartementet sedan 1957. År 1978 blev han chef för FN:s narkotikaorgan, United Nations Fund for Drug Abuse Control (UNFDAC), som inrättats 1971. Han pensionerades 1979, men stannade på sin post i UNFDAC till 1982, då han i fem år blev medlem i Internationella narkotikakontrollstyrelsen, INCB. Han invaldes 1955 i Kungliga Vetenskapssamhället i Uppsala och blev 1963 ledamot av Ingenjörsvetenskapsakademien.

### Du-reformen
I samband med sitt välkomsttal 1967 till personalen på Medicinalstyrelsen bad Rexed alla att tilltala honom med förnamn eller du – och att han själv skulle tilltala personalen så. Han var inte först med den så kallade du-reformen, men uppmaningen uppmärksammades och väckte stor medial debatt och bidrog till bruket av du som allmänt tilltal till personer även utanför egna familjen och vänskapskretsen. I folkmun kom han ibland att kallas för "Durex", namnet på ett känt kondommärke.

## Utmärkelser
- Kommendör av Förbundsrepubliken Tysklands förtjänstorden, KTyskRFO (1982)